# هکر، ایلینوی
هکر (به انگلیسی: Hecker) یک روستا در ایالات متحده آمریکا است که در ایلینوی واقع شده‌است. هکر ۰٫۵۸ کیلومتر مربع مساحت و ۴۸۱ نفر جمعیت دارد.